# 季刊のぼろ
『季刊のぼろ』（きかんのぼろ）は、かつて西日本新聞社が発行していた登山専門誌。

## 概要
九州で唯一の登山専門誌。人と自然をつなぐ雑誌として2013年に創刊された。同誌に掲載されたルートを再編集した登山ガイドブックも出版された。2023年3月に40号をもって定期刊行は終了となった。定期刊行終了後は、「別冊noboro」として不定期にガイドブックが刊行されている。2020年8月から編集長を務めていた野中彰久は、同年9月に脊振山地井原山の洗谷ルートで遭難死した。